# Barocco sempre giovane
Barocco sempre giovane (italsky Baroko stále mladé) je komorní soubor složený z mladých profesionálních hudebníků. Specializuje se na interpretaci skladeb vrcholného baroka, ale i dalších hudebních období. Soubor byl založen v roce 2004 violoncellistou Josefem Krečmerem. 

## Koncertní činnost
Barocco sempre giovane nahrává na CD, pořádá vlastní abonentní cykly koncertů, je zván na domácí i zahraniční hudební festivaly, jeho koncerty vysílala v přímém přenosu Česká televize, Televize Noe, Český rozhlas, ale také mnoho zahraničních rozhlasových stanic, např. BBC Velká Británie, ARD Německo, ORF Österreichischer Rundfunk Vídeň, CBC Kanada, Radio National de España Madrid, Sweriges Radio AB Stockhlolm, RTE Dublin a mnoho dalších.
Soubor spolupracuje pravidelně s předními českými i zahraničními sólisty.  

## Spolupracující sólisté
Soubor spolupracuje s předními českými i zahraničními sólisty
- Housle: Giulliano Carmignola, Václav Hudeček, Ivan Ženatý, Pavel Šporcl, Josef Špaček, Jan Mráček, Bohuslav Matoušek, František Novotný, Gabriela Demeterová, Jana Vonášková-Nováková
- Violoncello: Jiří Bárta, Michaela Fukačová
- Harfa: Jana Boušková, Kateřina Englichová
- Klavír: Ivo Kahánek, Lukáš Klánský, István Dénes
- Cembalo: Ad-El Shalev, Thomas Ragossnig, Barbara Maria Willi, Edita Keglerová, Vojtěch Spurný
- Varhany: Aleš Bárta, Waclav Golonka, Václav Rabas, Jaroslav Tůma
- Flétna: Carol Vincenc, Claudi Arimani, Antonio Amenduni, Jiří Stivín, Žofie Vokálková
- Hoboj: Ivan Séquardt, Liběna Sequardtová, Vilém Veverka

Mezi další hudebníky a zpěváky, kteří s tělesem spolupracují, patří např. Václav Vonášek, Luboš Hucek, Miroslav Kejmar, Jiří Houdek, Radek Baborák, Kateřina Javůrková, Mičijo Keiko, Hana Jonášová, Petra Alvarez - soprán, Markéta Cukrová, Michaela Kapustová, Edita Adlerová, Petr Nekoranec, Rafael Alvarez, Juraj Holly, Roman Janál, Tomáš Král a další i s celou řadou vynikajících mladých hudebníků, laureátů mezinárodních interpretačních soutěží. Ludmila Vernerová, Irena Troupová - soprán, a další.

### Obecné
- Barocco sempre giovane v Českém hudebním slovníku osob a institucí
- Oficiální stránky souboru
- Profil souboru na Muzikus.cz
- Stálý varhaník a cembalista souboru Pavel Svoboda
- Rozhovor pro Český rozhlas 3 Vltava
- Cyklus koncertů Pardubice

### Nahrávky
- Antonio Vivaldi: Koncert d moll 1
- Antonio Vivaldi: Koncert d moll 2
- Antonio Vivaldi, Pietro Locatelli, Johann Sebastian Bach
- Český rozhlas 3, Vltava - Studio Live
- CD Akademie Václava Hudečka a Barocco sempre giovane